# MME U88x

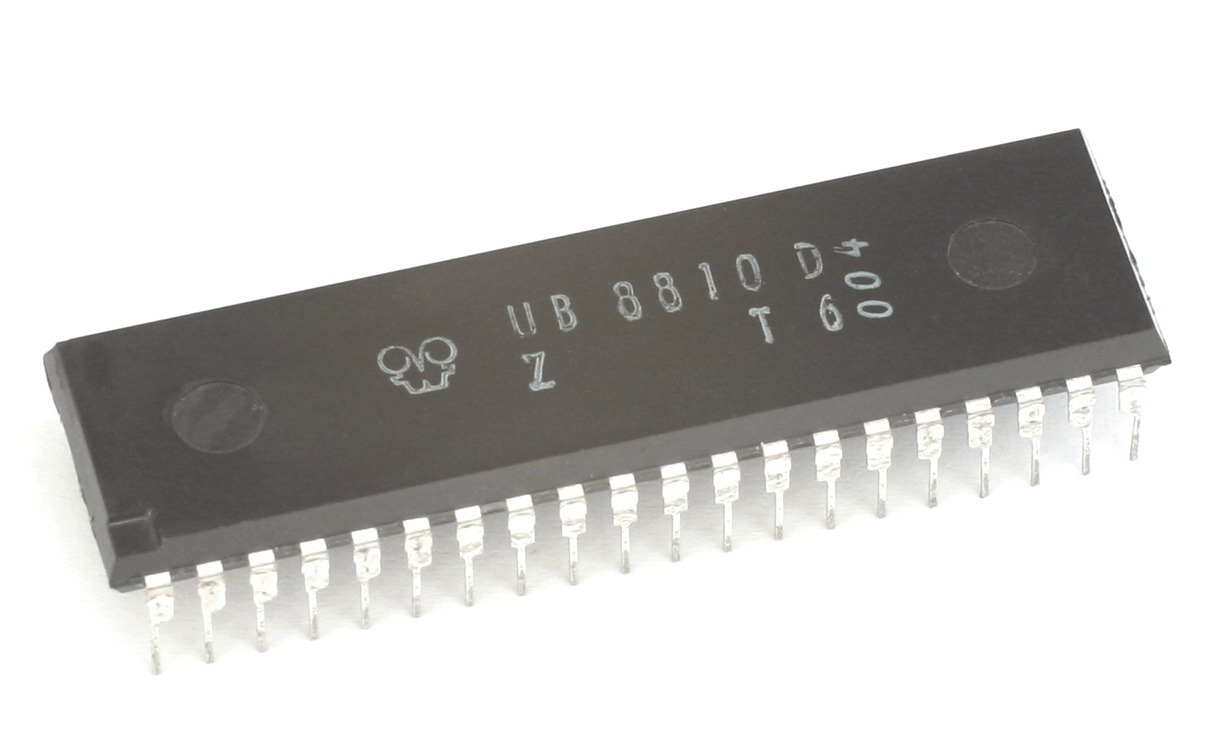
Mikrorechner U8810D.

Die U88x-Reihe war eine im VEB Kombinat Mikroelektronik „Karl Marx“ Erfurt (DDR) hergestellte Einchip-Mikrorechner-Serie. Sie entsprach in Aufbau und Befehlssatz dem Zilog Z8. Die Produktion begann im Jahr 1984.

## Anwendung
Ein erwähnenswertes Beispiel für die Verwendung ist der Computer BSP-12. Der U8830D wurde im Ju-Te-Computer eingesetzt.

## Varianten
In der Typenübersicht des Kombinats von 1988 sind folgende Bezeichnungen aufgeführt:
| Typ       | ROM               | RAM                | Sonstiges                                                  | Bild |
| --------- | ----------------- | ------------------ | ---------------------------------------------------------- | ---- |
| U881      |                   |                    | Die-Fläche: 37 mm² Funktionseinheiten: 30.000 Masse: 5,4 g |      |
| U8810 D   | 2k × 8 bit intern | 128 × 8 bit intern |                                                            |      |
| U8811 D   | 2k × 8 bit intern | 128 × 8 bit intern | power down                                                 |      |
| U8820 M   | 2k × 8 bit extern | 128 × 8 bit intern |                                                            |      |
| U8821 M   | 2k × 8 bit extern | 128 × 8 bit intern | power down 64-poliges QIP-Gehäuse                          |      |
| U8830 D   | 2k × 8 bit intern | 128 × 8 bit intern | BOOTSTRAP-LADER BASIC-Interpreter                          |      |
| U8831 D   | 2k × 8 bit intern | 128 × 8 bit intern | power down BOOTSTRAP-LADER BASIC-Interpreter               |      |
| U8840 M   | 4k × 8 bit extern | 128 × 8 bit intern |                                                            |      |
| U8841 M   | 4k × 8 bit extern | 128 × 8 bit intern | power down                                                 |      |
| U8860 D   | kein              | 128 × 8 bit intern |                                                            |      |
| U8861 D   | kein              | 128 × 8 bit intern | power down                                                 |      |
| U8611 DC  | 4k × 8 bit intern | 128 × 8 bit intern |                                                            |      |
| UL8611 DC | 4k × 8 bit intern | 128 × 8 bit intern | power down                                                 |      |

## Vergleich
Der Einchipmikrorechner U881 war 80-mal so leistungsfähig wie die zentrale Recheneinheit des zum Herstellungszeitpunkt noch im Einsatz befindlichen Rechners Robotron 300 (1966), welche zur Herstellung 6700 Stunden erforderte, etwa 30.000 konventionelle Bauelemente enthielt und 300 kg wog.